# Еврейская библиотека

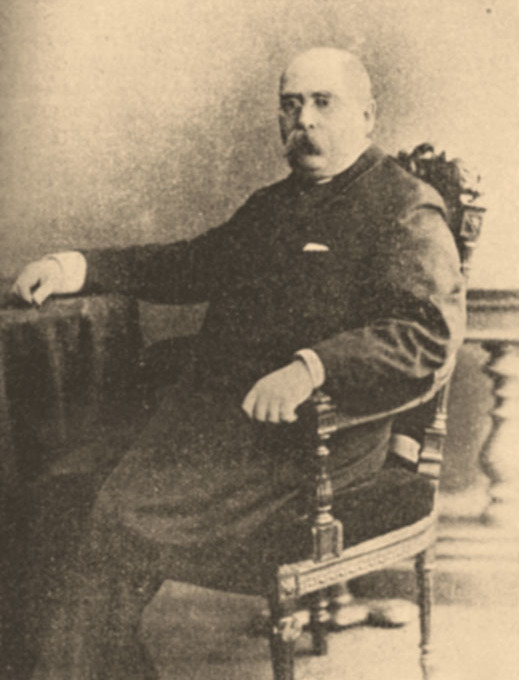
А. Е. Ландау

«Еврейская библиотека» — историко-литературный альманах, выходивший в Российской империи конце XIX — начале XX века. Сборник «Еврейская библиотека» издавался и редактировался Адольфом Ефимовичем (Ахароном Хаимовичем) Ландау.
Всего под этим названием было выпущено десять сборников. Первые 8 томов вышли в период 1871—1880 гг. Со следующего года стал выходить основанный Ландау журнал «Восход» и издание «Еврейской библиотеки» было прервано.
Когда же «Восход» перешёл в другие руки, издание альманах «Еврейская библиотека» возобновилось. В 1901 году появился IX том, в 1903 году — X том, ставший последним, так как в 1902 году А. Е. Ландау умер.
В «Еврейской библиотеке» принимали участие виднейшие еврейские писатели того времени, например, Л. О. Леванда — известный роман «Горячее время» и «Школобоязнь», И. Г. Оршанский — «Мысли о хасидизме», «Из новейшей истории евреев в России», «Русское законодательство о евреях»; М. Г. Моргулис — «К истории образования русских евреев»; Л. О. Гордон напечатал два обзора еврейской литературы и др.; кроме того, в издании приняли участие: Г. И. Богров, П. И. Вейнберг, В. Стасов, Л. И. Мандельштам, Д. Минаев, М. И. Кулишер, А. Я. Гаркави, М. И. Мыш и другие.
В «Еврейской библиотеке» впервые были опубликованы профессора С. А. Бершадский (перечень статей первых восьми томов помещен в X томе), который впоследствии продолжил сотрудничество с Ландау в «Восходе».
Имена сотрудников указывают, какой ценный вклад в русско-еврейскую литературу дали сборники. Из материала, помещенного в последних двух томах, следует отметить «Из переписки Л. Леванды», а также «Еврейский вопрос в его правильном освещении. Труды И. С. Блиоха» А. П. Субботина.
В сборниках появилось также много переводов произведений западноевропейской еврейской литературы.